# Kadadargaddi, Lingsugur
Kadadargaddi là một làng thuộc tehsil Lingsugur, huyện Raichur, bang Karnataka, Ấn Độ.